# Józef Nowak
Pour les articles homonymes, voir Nowak.
Józef Nowak-Radworski (né le 5 janvier 1895 à Ostro et mort le 1er janvier 1978 à Bautzen) est un pasteur, poète, dramaturge et journaliste sorabe.

## Biographie
Józef Nowak est le fils d'un fermier à Ostro près de Bautzen. Il étudie aux écoles de Bautzen, Reichenberg et Duppau (de). À partir de 1910, il vit à Prague. À partir de 1915, il étudie au lycée allemand de Prague, puis étudie la théologie au séminaire wende (de) jusqu'en 1919, où il dirige l'association étudiante lusace Serbowka (de). En 1916 et 1919, Nowak organise les 42e et 45e réunions d'étudiants sorabes, les Schadźowanka (de).
En 1920, il poursuit ses études à Paderborn. La même année, Nowak est ordonné prêtre. Il sert ensuite dans la paroisse catholique de Crostwitz jusqu'en 1923. Il est également impliqué dans Domowina et en 1921 devient membre de la société scientifique sorabe Maćica Serbska. En 1922, Nowak devient rédacteur en chef de la revue littéraire sorabe Łužica. De 1923 à 1927 Nowak est prêtre à Zittau puis jusqu'en 1930 à Bautzen. De 1927 à 1931, il est rédacteur en chef du magazine catholique sorabe Katolski Posoł (de).
En 1931, Nowak est nommé recteur de la paroisse catholique de Radibor. Il y sert jusqu'en 1940, après quoi il est démis de ses fonctions à l'insistance des autorités nazies et devient aumônier à la cathédrale de Dresde. En 1944, Nowak est arrêté par la Gestapo parce qu'il ne se soumet pas à l'idéologie du régime nazi. Après la fin de la Seconde Guerre mondiale, il retourne à Radibor et est recteur jusqu'à sa retraite en 1968. 1959 Nowak est à nouveau rédacteur en chef de Katolski Posoł.
En 1970, Nowak reçoit le prix Ćišinski (de). Dix ans après sa mort, le festival international de poésie sorabe de 1988 lui est dédié.  Une fois de plus, le festival organisé en 2015 lui est dédié à l'occasion de sa 120e anniversaire. 

## Œuvres
- Posledni kral, drame, 1916
- Z Duchom Swobody, recueil de poèmes, 1919
- Lubin a Sprjewja, poème, 1928
- Na cuzej zemi, poème, 1956